# Ugo Canforini
Ugo Canforini (Parma, ...) è un allenatore di calcio ed ex calciatore italiano, di ruolo centrocampista.

## Carriera

### Giocatore
Impiegato come centromediano, ha militato subito dopo la guerra nel Noceto, che nel 1946 lo ha messo in lista di trasferimento.
Nella stagione 1949-1950 e nella stagione 1950-1951 ha giocato in Promozione con il Fidenza.

### Allenatore
Nella stagione 1952-1953 ha allenato la Casalese, con cui ha vinto il girone E del campionato lombardo di Promozione; ha allenato la Casalese anche nella stagione 1953-1954, in IV Serie, lasciando la squadra dopo la decima giornata del girone d'andata. Successivamente, nella stagione 1955-1956 ha allenato la Bozzolese, con cui si è piazzato al settimo posto in classifica in Promozione. Ha allenato nella medesima categoria anche nella stagione 1956-1957, questa volta sulla panchina del Viadana, ed è stato riconfermato sulla panchina del Viadana anche per la stagione 1957-1958, nel Campionato Dilettanti; ha terminato la stagione con la vittoria del proprio girone con 41 punti in 26 partite (7 in più del Brescello secondo classificato), non ottenendo però la promozione in Interregionale a causa della mancata vittoria delle finali promozione. Ha poi allenato il Viadana anche nella stagione 1958-1959, sempre nel Campionato Dilettanti, vincendo nuovamente il proprio girone (con 49 punti in 30 partite, davanti al Fidenza secondo con 38 punti) e mancando nuovamente la promozione dopo le finali regionali, nelle quali si classifica dietro a Riccione ed Imolese. In seguito ha allenato anche la Salvarani.
Nella stagione 1962-1963 è subentrato a Mario Genta (di cui precedentemente era il vice) sulla panchina del Parma, squadra di Serie B; ha allenato la squadra emiliana nelle ultime 20 giornate di campionato (nelle quali ha conquistato 23 punti), facendola piazzare al tredicesimo posto in classifica con conseguente mantenimento della categoria. Ha allenato il Parma in Serie B anche nella prima parte della stagione 1963-1964, nel corso della quale è stato però esonerato a campionato in corso in favore di Volturno Diotallevi.
Nella stagione 1967-1968 è tornato ad allenare la Casalese, in Terza Categoria. Nella stagione 1971-1972 ha allenato il Viadana, piazzandosi al dodicesimo posto in classifica in Promozione. Nella stagione 1976-1977 torna al Fidenza, impegnato nel campionato di Serie D, nel quale conquista un sesto posto in classifica.

## Palmarès

### Allenatore

#### Competizioni regionali
- Promozione: 1

Casalese: 1952-1953 (girone E)
- Campionato Dilettanti Emilia-Romagna: 2

Viadanese: 1957-1958 (girone C), 1958-1959 (girone C)